# Michael Peinkofer

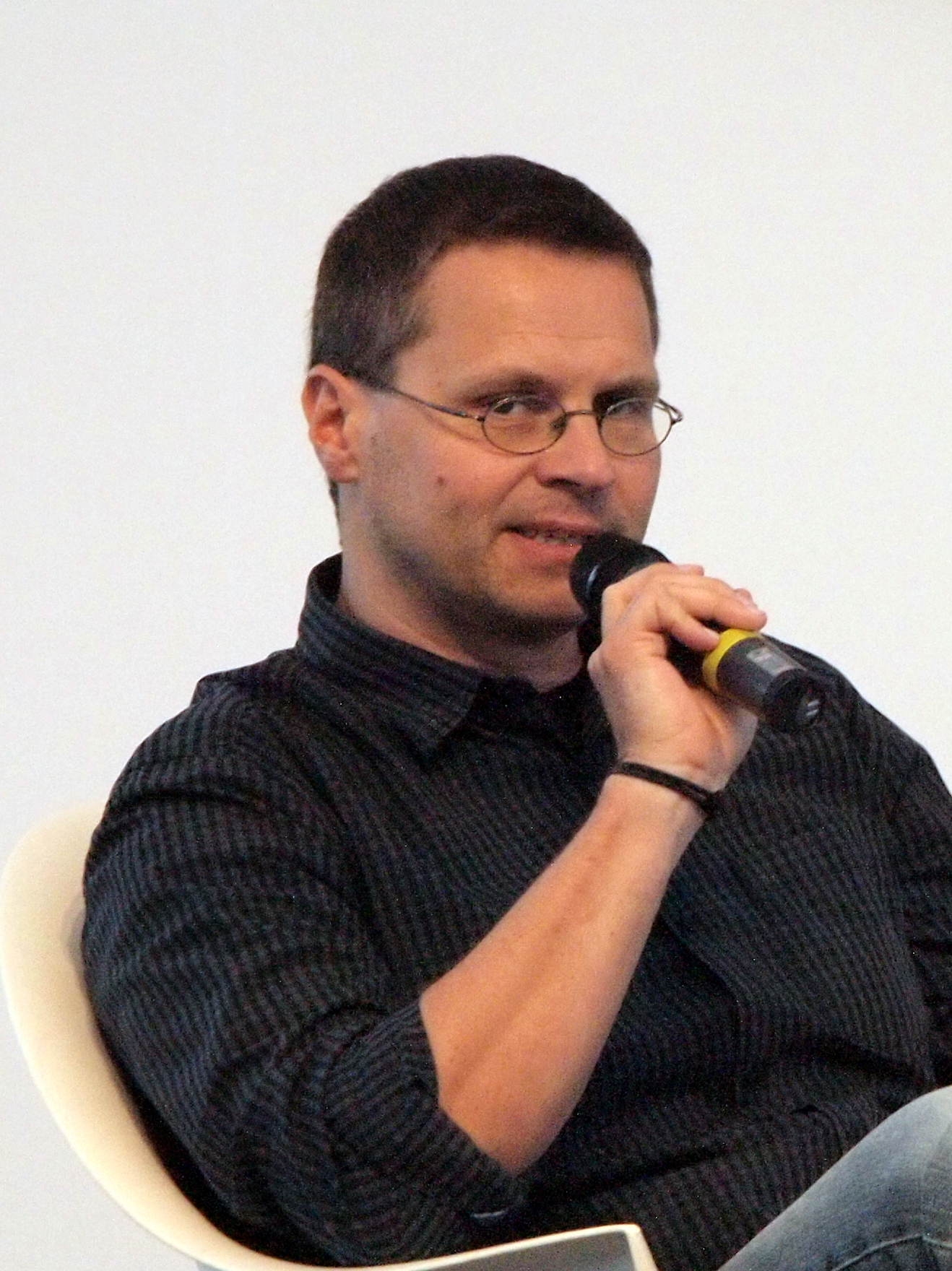
Michael Peinkofer 2014 in Frankfurt

Michael Peinkofer (1969) is een Duitse schrijver, filmjournalist en vertaler.
Na zijn studies in München in geschiedenis en communicatiewetenschappen, werkte Peinkofer als journalist en vertaler. Onder verschillende pseudoniemen heeft hij tot dusver meer dan 180 romans in diverse literaire genres geschreven. In 2004 verscheen De Broederschap, een bestseller. Andere bekende werken van hem zijn onder andere de Orc Trilogie, waarin Tolkiens schepselen de hoofdrol spelen, en zijn historische thriller De Schaduw van Thoth uit 2007. Ook schreef hij Aan de oever van de Styx (2009). Onder het pseudoniem Marc van Allen publiceerde hij de trilogie Invisibilis (2007), Venatum (2008) en Caligo (2010). Hij is ook onder het pseudoniem Michael J. Parrish bekend met de Torn-serie. 

### Orc Trilogie
- 2006 - De terugkeer van de Orcs
- 2007 - Der Schwur der Orks
- 2008 - Das Gesetz der Orks

### De Tovenaar
- 2009 - De Tovenaar
- 2010 - De Tovenaar - de eerste slag
- 2010 - Die Zauberer - das dunkle Feuer

### Team X-treme
- 2009 - Team X-treme Mission 1: Alles oder nichts
- 2009 - Team X-treme Mission 2: Die Bestie aus der Tiefe
- 2010 - Team X-treme Mission 3: Prjekt Tantalus
- 2010 - Team X-treme Mission 4: Das Borodin-Gambit
- 2010 - Team X-treme Mission 5: Sumpf des Schreckens
- 2011 - Team X-treme Mission Zero: Der Alphakreis

### Piratten!
- 2011 - Piratten! Band 1: Unter schwarzer Flagge
- 2011 - Piratten! Band 2: Gefangen auf Rattuga
- 2011 - Piratten! Band 3: Das Geheimnis der Schatzkarte